# Chasse au poste
 (juillet 2022).
Si vous disposez d'ouvrages ou d'articles de référence ou si vous connaissez des sites web de qualité traitant du thème abordé ici, merci de compléter l'article en donnant les références utiles à sa vérifiabilité et en les liant à la section « Notes et références ».
La chasse au poste est en Provence une technique de chasse basée sur l'utilisation de la glu et d'« appelants » qui attirent les oiseaux de la même espèce.
Cette technique est utilisée pour la capture de grives vivantes.